# Linia kolejowa nr 9
Linia kolejowa nr 9 Warszawa Wschodnia – Gdańsk Główny – zelektryfikowana, dwutorowa linia kolejowa o długości 323,393 km.

## Historia
Dzisiejsza linia nr 9 powstawała oddzielnie w zaborze rosyjskim i zaborze pruskim. Pierwszy odcinek z Gdańska do Tczewa powstał w 1852 r. W 1857 r. linia sięgnęła Malborka. Była ona budowana w ramach Pruskiej Kolei Wschodniej, łączącej Berlin z Królewcem. W 1876 r. ukończono połączenie Malborka z Iławą. Rok później ukończono budowę odcinka łączącego Warszawę z Iławą. Linia była począwszy od 1873 r. odcinkami przebudowywana na dwutorową. Ostatni jednotorowy odcinek Mikołajki Pomorskie – Malbork przekształcono na dwutorowy w 1967 r.
W 1969 r. zelektryfikowano odcinek Gdańsk – Tczew. W 1972 r. elektryfikacji poddano odcinek Warszawa Wschodnia – Nasielsk. W latach 1983–1985 zelektryfikowano pozostałą część trasy.
W latach 2006–2014 linia została gruntownie zmodernizowana i przystosowana do prędkości 200 km/h dla pociągów pasażerskich (160 km/h bez ETCS) i 120 km/h dla pociągów towarowych przy nacisku osi 22,5 t. Przed modernizacją na linii obowiązywała prędkość 80–120 km/h. Koszt modernizacji to około 10 mld PLN.
13 grudnia 2020 r. podniesiono maksymalną prędkość szlakową do 200 km/h. 
Od 9 czerwca 2024 najszybszy pociąg odcinek Warszawa Centralna – Gdańsk Główny pokonuje w czasie 2 godzin i 25 minut.

## Galeria

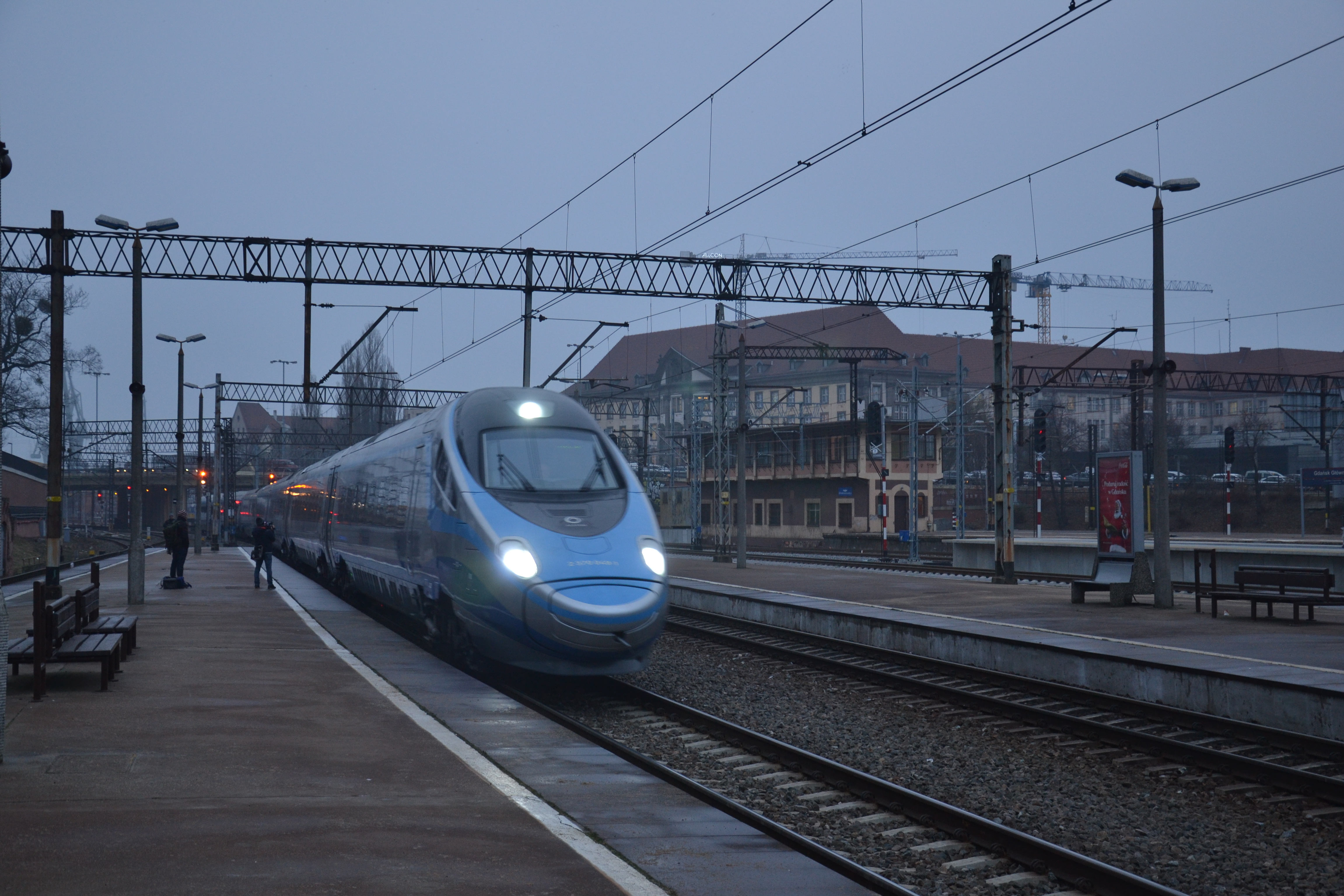
ED250 wjeżdża na dworzec Gdańsk Główny (E65)
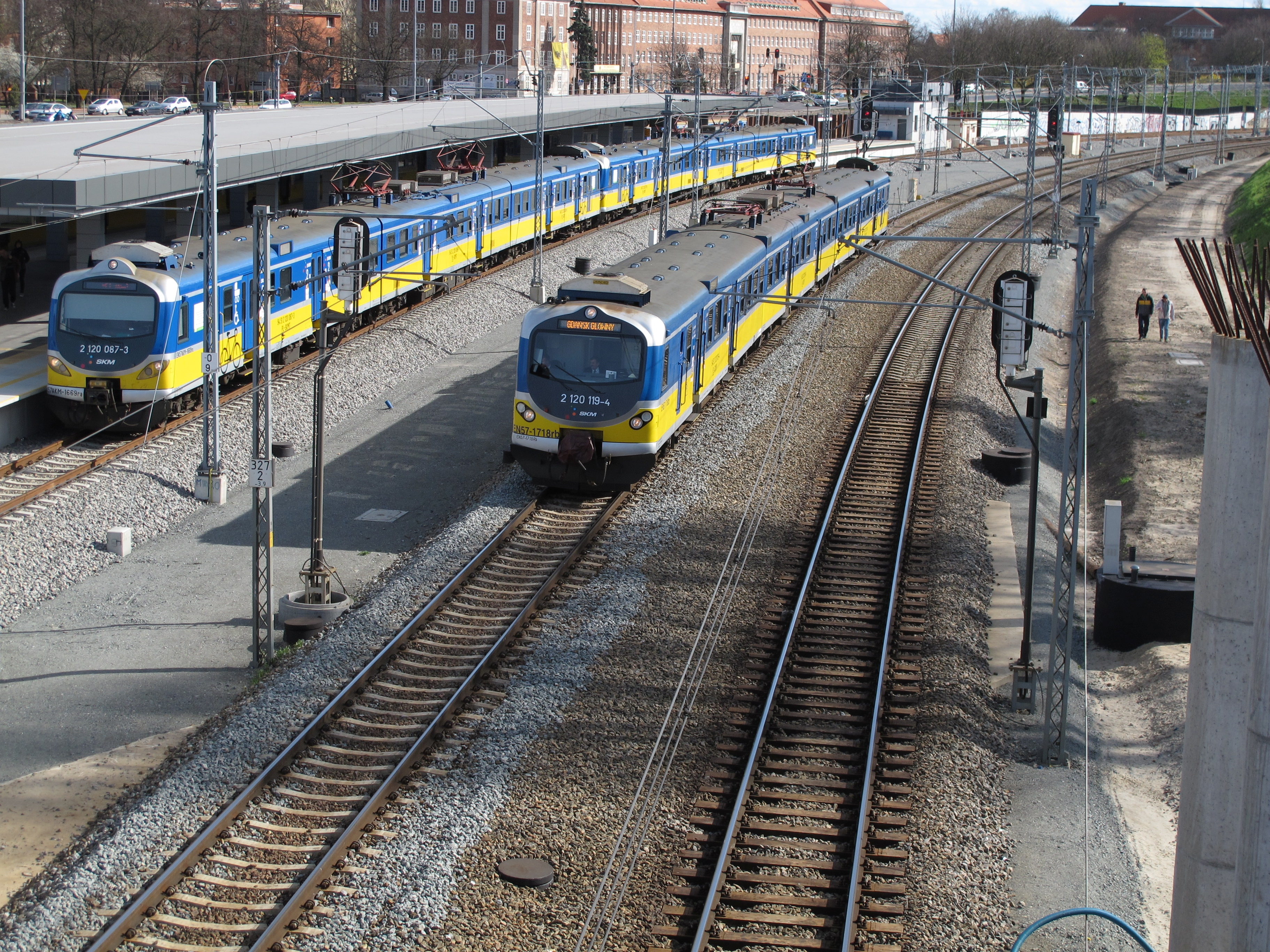
Gdańsk – EZT EN57AKM-1669 na linii nr 9 mija EZT EN57-1718 na p.o. Gdańsk Śródmieście linii nr 250.
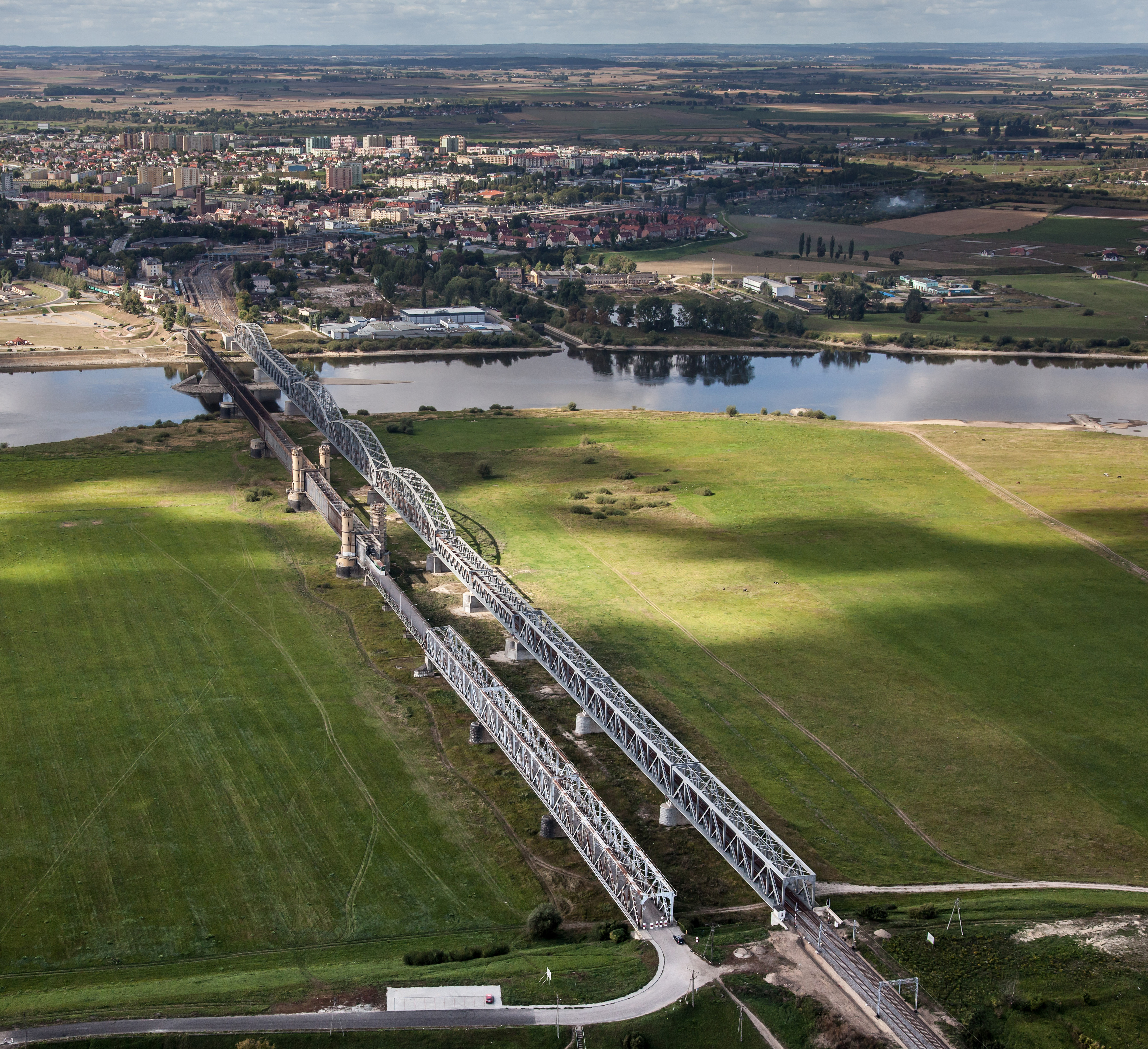
Most lisewski w Tczewie.
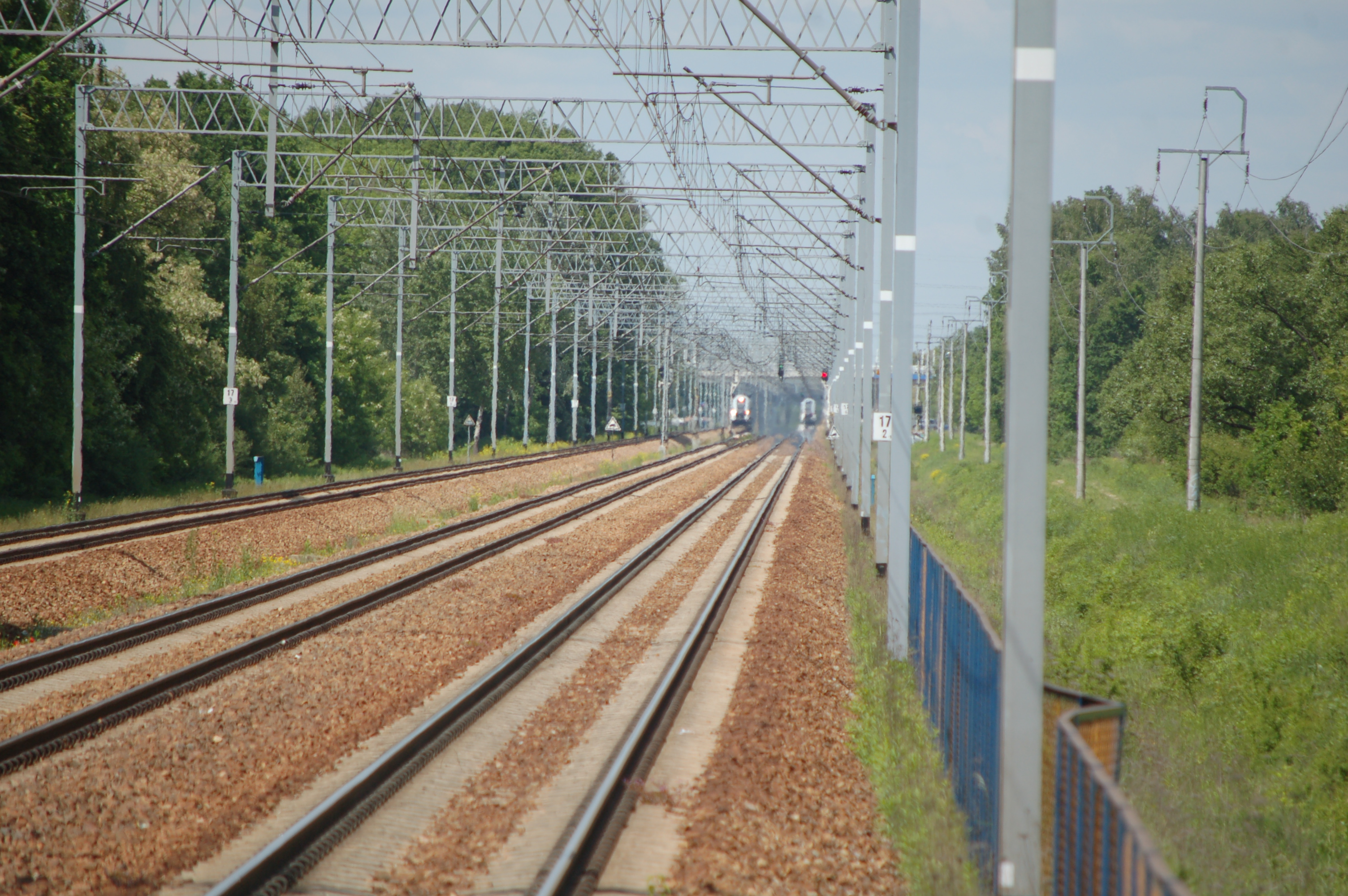
Linia kolejowa numer 9 (E65) w pobliżu przystanku Warszawa Płudy
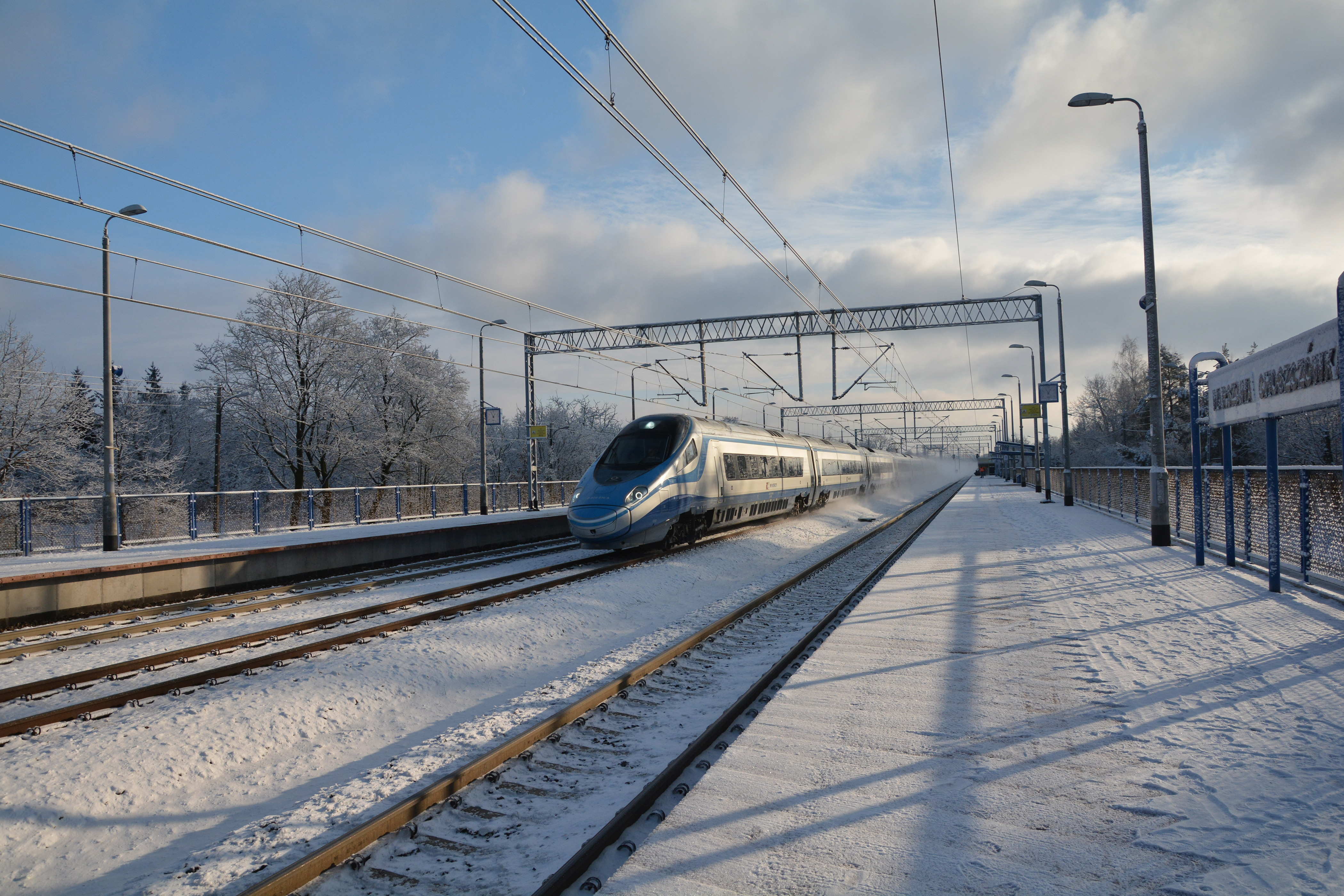
ED250 na linii kolejowej numer 9 (E65) mija przystanek Warszawa Choszczówka
Wykres prędkości maksymalnych dla EZT (2021)
Wykres prędkości maksymalnych dla EZT (Styczeń 2023)